# Annona neoamazonica
Annona neoamazonica är en kirimojaväxtart som beskrevs av H. Rainer. Annona neoamazonica ingår i släktet annonor, och familjen kirimojaväxter. Inga underarter finns listade i Catalogue of Life.